# American Express
American Express, ook wel AmEx genoemd, is een Amerikaanse financiële dienstverlener waarvan het hoofdkantoor in New York gevestigd is. Het bedrijf is in Nederland en België vooral bekend vanwege zijn uitgifte van creditcards en reischeques.
In 2023 had het bedrijf 80 miljoen AmEx creditcards in omloop en hiermee werden betalingen verricht met een totale waarde van US$ 1460 miljard. Het bedrijf verzorgt ook creditcards voor andere partijen, ongeveer 60 miljoen kaarten worden voor derden beheerd.
De belangrijkste bron van inkomsten is de discount revenue, dit is een klein percentage van de transactiewaarde die het bedrijf ontvangt voor het faciliteren van transacties tussen kopers en verkopers met betaalproducten die zijn uitgegeven door American Express. In 2023 maakte dit bijna de helft van alle inkomsten uit. De tweede belangrijke inkomstenbron zijn de rentevergoedingen die het krijgt op het verstrekken van kredieten. De netto rente-inkomsten maakten bijna een kwart van de inkomsten uit in 2023. Tot slot zijn de jaarlijkse betaling voor het gebruik van de creditcard aanzienlijk.
Het logo van het bedrijf, dat in 1958 werd aangenomen, bestaat uit een gladiator of centurion. Dit logo staat op alle reischeques, betaalkaarten en creditcards.